# Cithareloma
Cithareloma là chi thực vật có hoa trong họ Cải.